# Torrione prenestino
Le Torrione prenestino est un mausolée circulaire situé au deuxième kilomètre de la via Prenestina à Rome, dans la zone urbaine de Pigneto, faisant partie du quartier Tiburtino.

## Histoire
On ne sait pas qui était le commanditaire de ce monument funéraire. 
Ce type de tombes s'est développé à Rome à partir du milieu du Ier siècle av. J.-C.  et a connu son développement maximal avec le Mausolée d'Auguste, qui a été construit entre 32 av. J.-C. et 28 av. J.-C.. Celui-ci a accueilli de nombreux membres de la famille impériale, avant et après la mort d'Octave Auguste survenue en 14 av. J.-C. ; le mausolée d'Auguste est devenu le modèle idéal de ce type de tombes; après la mort d'Auguste, la coutume de ces tombes déclina rapidement à Rome, jusqu'à disparaître finalement vers 50 apr. J.-C. Autour de Rome, il y en a une trentaine. 
À la fin du Moyen Âge, cette zone appartenait aux Ruffini, qui l'ont utilisée comme cave, construisant une tour et d'autres bâtiments à côté d'elle, qui ont maintenant disparu. 
Le 29 décembre 2010, après deux ans de travaux de restauration, le monument (renforcé dans le mur extérieur) et le parc attenant ont été rouverts au public. La zone, agrandie à 8 000 mètres carrés et équipée de services standard, a été rendue plus accessible grâce à un cheminement piéton direct avec la Via Prenestina. 

## Description
Il s'agit d'une tombe de type tumulus datant du dernier quart du Ier siècle av. J.-C., composé d'un grand tambour circulaire en béton romain (à l'origine entièrement pavé de marbre) qui renferme le sépulcre en travertin au centre; son diamètre de 41 mètres en fait la plus grande extension de Rome après le mausolée d'Auguste de la Piazza Augusto Imperatore et la Mole Adriana (actuel Château Saint-Ange).  
À l'origine, il y avait un couloir couvert avec un plafond voûté qui reliait la cellule mortuaire à l'entrée extérieure du tombeau, face à la rue; tout l'espace inclus dans les murs extérieurs était alors rempli de terre sur toute la hauteur du tambour extérieur et allait se développer vers le centre du monument, de sorte que le remblai formait une sorte de cône; au-dessus de la chambre mortuaire centrale, une colonne était placée, qui émergeait du haut du cône du remblai. Au-dessus de celle-ci était finalement placée la statue canonique du défunt en tenue officielle. 
À côté du monument, il y a une fontaine médiévale. 

## Galerie d'images

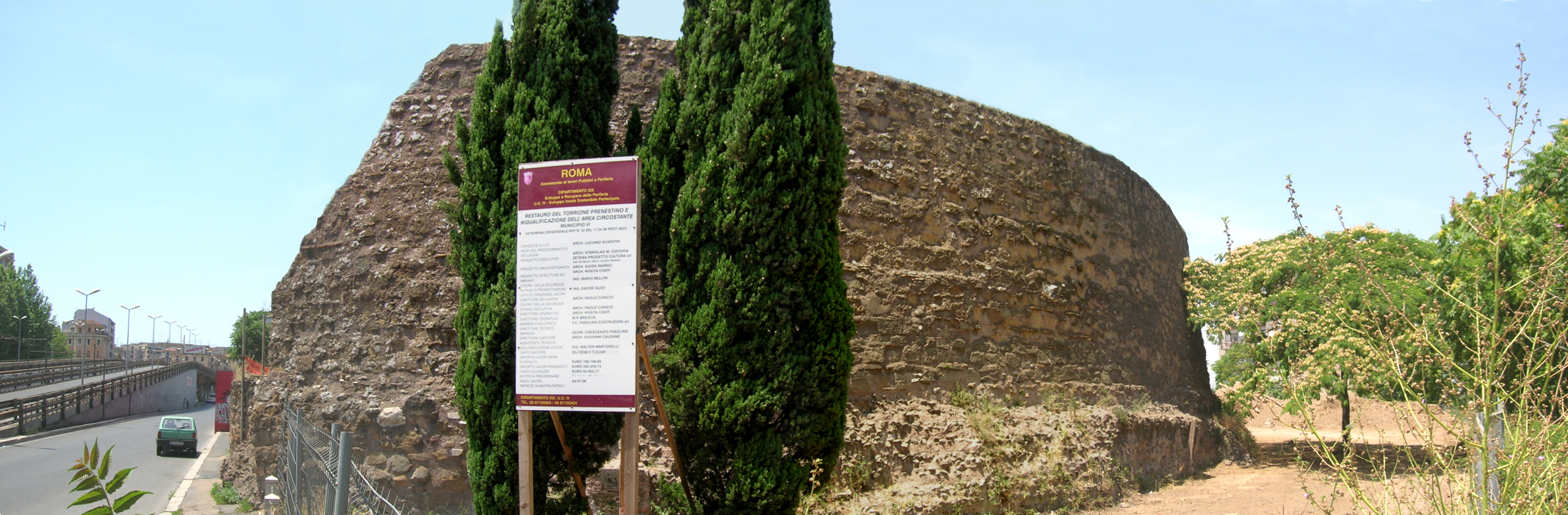
Torrione Prenestino au coin de la via Prenestina.
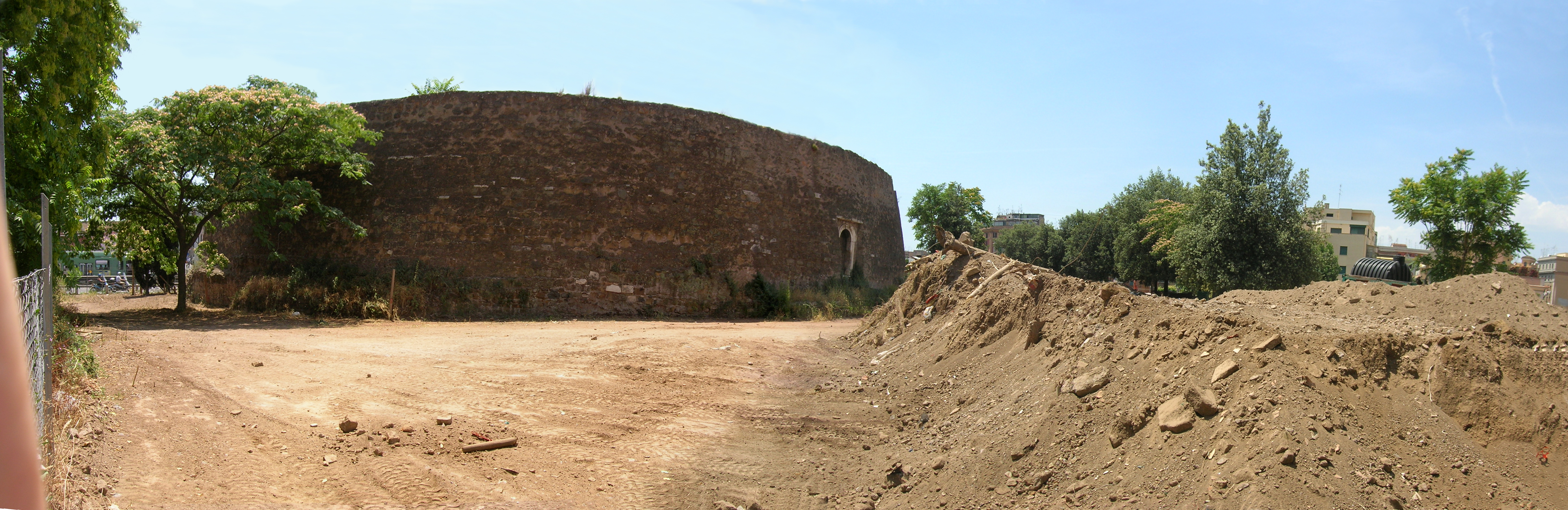
Torrione Prenestino et ses environs pendant les travaux (juin 2009)
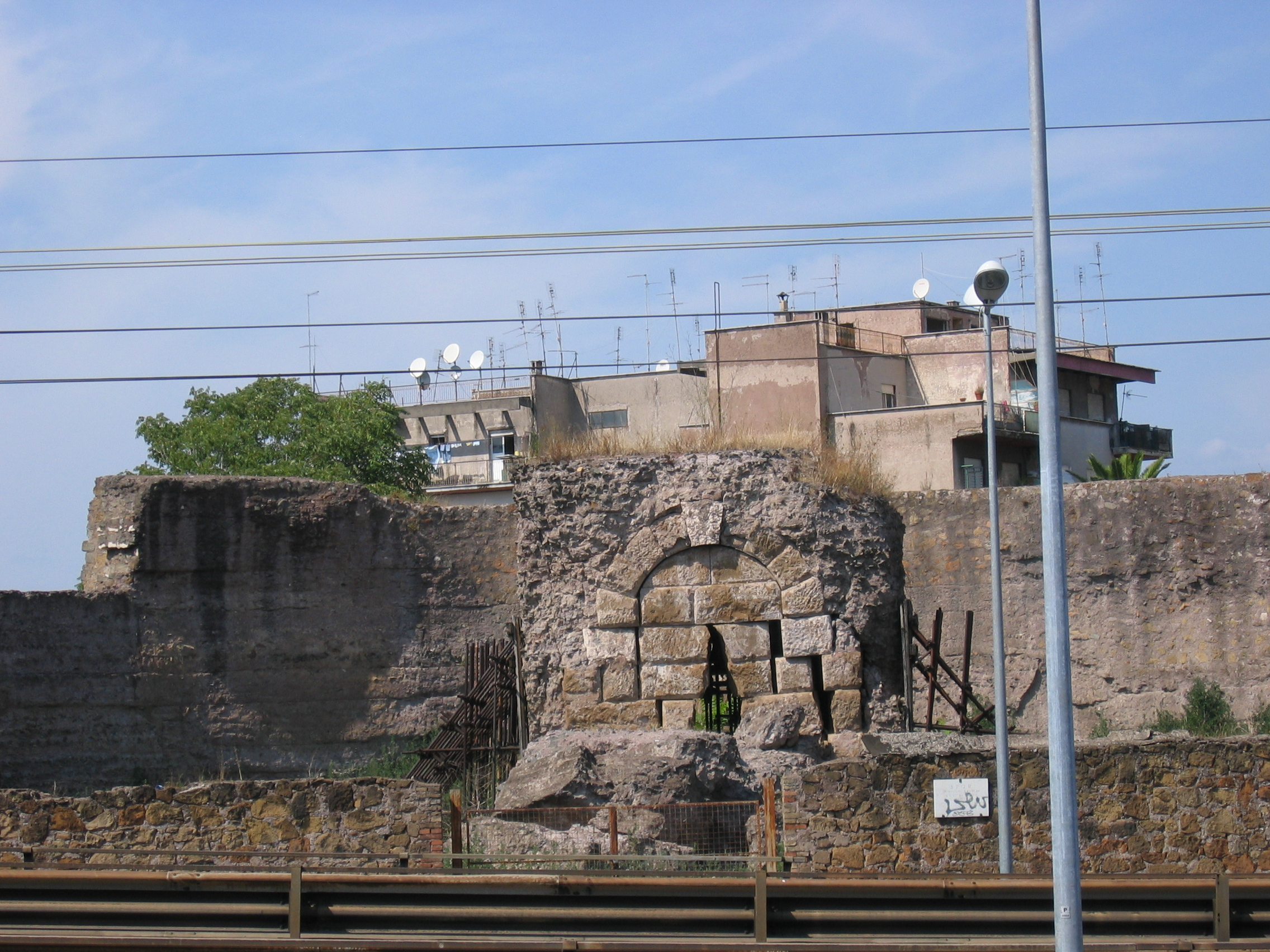
La chambre mortuaire (au centre)
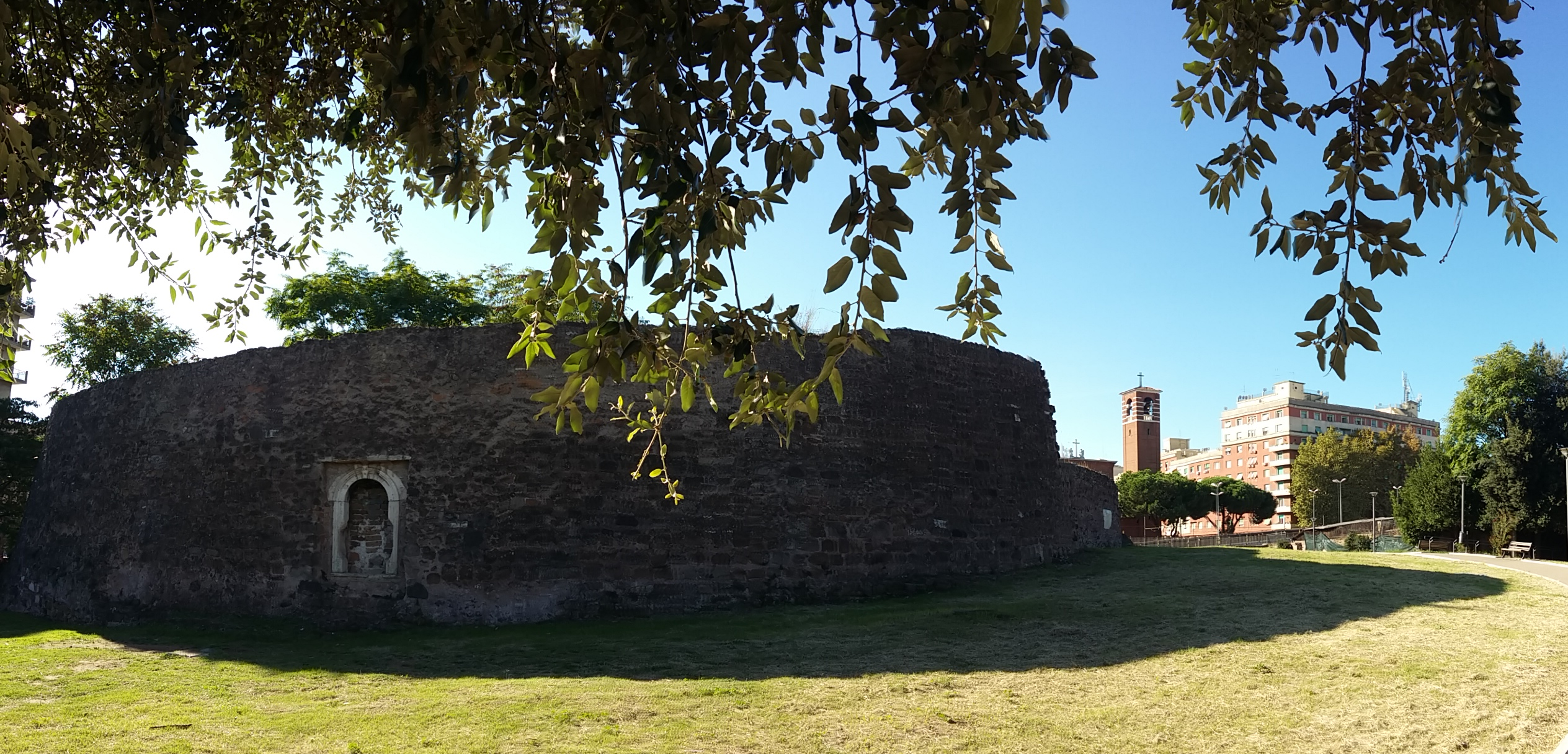
Le Torrione et le parc attenant
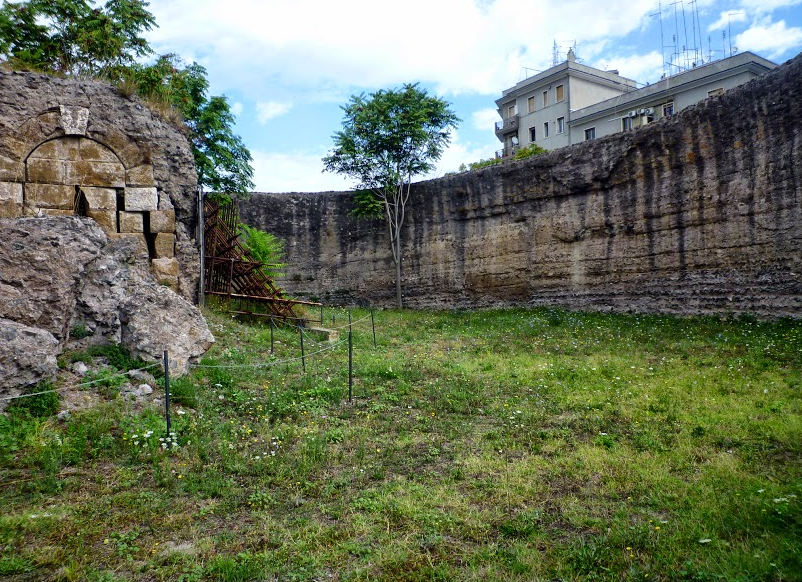
Intérieur